# شوغون (مسلسل تلفزيوني 2024)
شوغون (بالإنجليزية: Shōgun)‏ هو مسلسل تلفزيوني درامي أمريكي يعتمد على رواية عام 1975 التي تحمل نفس الاسم للكاتب جيمس كلافيل. عرضه لأول مرة على هولو وإف إكس. تم تحويل الرواية سابقًا إلى مسلسل تلفزيوني عام 1980.

## القصة
يتبع المسلسل "اصطدام رجلين طموحين من عوالم مختلفة وامرأة ساموراي غامضة: جون بلاكثورن، بحار إنجليزي مجازف ينتهي به الأمر إلى غرق سفينته في اليابان، وهي أرض ثقافته غير المألوفة ستعيد تعريفه في النهاية؛ اللورد توراناغا، "دايميو القوي، على خلاف مع منافسيه السياسيين الخطرين، والسيدة ماريكو، وهي امرأة تتمتع بمهارات لا تقدر بثمن ولكن روابط عائلية غير شريفة، والتي يجب أن تثبت قيمتها وولائها".

## طاقم التمثيل
- كوسمو جارفيس في دور ربان السفينه الانجليزي جون بلاكثورن.
- هيرويوكي سانادا في دور اللورد يوشي توراناغا.
- آنا ساواي في دور تودا ماريكو.
- تادانوبو اسانو في دور كاشيجي يابو.
- فومي نيكايدو في دور أوشيبا نو كاتا (السيدة أوشيبا).
- توكوما نيشيوكا في دور تودا هيروماتسو.
- تاكيهيرو هيرا في دور إيشيدو كازوناري.
- أكو في دور دايوين ليدي ايو.
- شينوسوكي آبي في دور تودا بونتارو.
- ياسوناري تاكيشيما في دور مورا.
- هيروتو كاناي في دور كاشيجي أومي.
- توشي تودا في دور سوجياما.
- هيرو كاناجاوا في دور إيغوراشي.
- جونيتشي تاجيري في دور أوجيرو.
- نيستور كاربونيل في دور فاسكو رودريغيز.
- يوكي كورا في دور يوشي ناجاكادو.
- تومي باستو في دور الأب مارتن ألفيتو.
- مويكا هوشي في دور أوسامي فوجي.
- يوريكو دوجوتشي في دور كيري نو كاتا.
- يوكا كوري في دور كيكو.
- يوكي كيدوين في دور تاكيمارو.
- ماكو فوجيموتو في دور شيزو نو كاتا.

## انظر ايضا
- ذا لاست ساموراي
- توكوغاوا إيه-ياسو
- الساموراي السبعة